# Steve Pops
Steve Pops H2O, agente muy especial, es quizá el personaje más logrado del historietista belga Jacques Devos. Se trata de un estrafalario detective inspirado sin duda en el James Bond de Ian Fleming (el primer título hace referencia directa al personaje de Fleming Dr. No), pero más como una caricatura de éste que como un héroe al uso. Sus aventuras, igual que el dibujo, son divertidas, enrevesadas y muy elaboradas. Cuida especialmente el diseño de las armas, que como aficionado conocía a la perfección. Actualmente, Steve Pops es un personaje de culto entre los aficionados al cómic francobelga.

## Trayectoria editorial
Devos sólo pudo completar dos álbumes: Steve contre Dr. Yes, Casterman 1966 (Steve contra el Dr. Yes, Oikos Tau 1967) y Opération éclair, Casterman 1967 (Operación relámpago, Oikos Tau 1968). Cuando había realizado el tercer volumen, Steve y los platillos volantes, las planchas originales fueron robadas y nunca aparecieron, por lo que la obra no llegó a ver la luz. 

### Steve contra el Dr. Yes
Se trata de una misión en la que el Jefe encarga a Steve Pops intervenir en favor de un país latinoamericano, la República de Nodura -que es rica en yacimientos de uranio-, siempre amenazada por la República de Canaia, que a su vez cuenta con el apoyo también interesado de la organización Smash. Al frente de este grupo criminal está el Dr. Yes. Usando su ingenio, y sus numerosos gadgets al estilo Bond, Steve traspasa la frontera sembrada de cactus gigantes para adentrarse en Canaia. Una vez allí, consigue desbaratar los planes del dictador Alonso Dongo y el Dr. Yes.

### Operación Relámpago
Aún más delirante que la anterior, esta aventura de Steve Pops se desarrolla en distintos puntos del mundo. El doctor Yes y su organización cree que Pops se ha comido por error un microfilme secreto insertado en un bollo relleno (en francés Eclair, traducido como relámpago, de ahí el juego de palabras) y lo persiguen para extraérselo. Sin embargo, el goloso agente secreto sabrá zafarse de sus perseguidores aunque pasará mucha, mucha hambre.